# Договор Чаморро — Вейцеля
 Договор Чаморро — Вейцеля  от 9 февраля 1913 года (исп. El tratado Chamorro-Weitzel; англ. Chamorro-Weitzel Treaty) — двусторонний межгосударственный договор, заключённый между Соединёнными Штатами Америки и Республикой Никарагуа после вооружённого вмешательства США в гражданскую войну в Никарагуа. Основной целью договора стало обеспечение благоприятных условий для строительства Никарагуанского канала и получение Соединёнными Штатами гарантий его безопасности посредством создания военных баз и усиления контроля над Центральноамериканским регионом. Подписан посланником США в Манагуа Джорджем Томасом Вейцелем и Министром иностранных дел Республики Никарагуа Диего Мануэлем Чаморро. Заключение договора вызвало волну протестов во всей Центральной Америке, так как нарушало не только суверенитет Никарагуа, но и интересы граничивших с ним государств. Договор не был ратифицирован Сенатом США и не вступил в силу, однако, на базе соглашений, достигнутых при его разработке, в 1914 году был заключён Договор Брайана — Чаморро.

## Содержание договора
Договор состоял из обширной преамбулы, в которой были изложены мотивы его заключения, основной и трёх пронумерованных дополнительных статей. Преамбула утверждала  «давнюю и сердечную дружбу в целях самого искреннего сотрудничества в интересах и к взаимной выгоде обеих наций»  и намерение обоих правительств всемерно содействовать строительству межокеанского канала через территорию Никарагуа.
Основная статья гласила, что никарагуанское правительство предоставляло правительству США  «навечно исключительные, необходимые и соответствующие права на строительство, обслуживание и содержание Межокеанского Канала, через реку Сан-Хуан и Большое Озеро Никарагуа или по любому другому пути на никарагуанской территории» .
Статья I оговаривала меры по защите обширного региона, охватывающего территории от Зоны Панамского канала до северной границы Никарагуа. Для обеспечения безопасности канала и прав собственности США могли принять военные меры по оказанию помощи правительству Никарагуа, которая передавала Соединённым Штатам в аренду на 99 лет острова Корн и Маис-Гранде (Большой Корн) и предоставляла право на постройку военно-морской базы в заливе Фонсека.
Статья II представляла США навечно контроль над каботажными линиями вдоль побережья Никарагуа и право на беспошлинное производство погрузочно-разгрузочных работ в любой точке никарагуанского побережья;
Статья III гласила, что Никарагуа получала безвозмездно 3 миллиона песо из расчёта, что песо будут равно доллару США, но расходовать эти средства могла лишь с согласия Государственного секретаря США под контролем назначаемого им чиновника . Выплата должна была производиться не ранее чем через год после обмена ратификационными грамотами.
Обмен ратификационным грамотами должен был состояться в Вашингтоне. Договор был выполнен в двух экземплярах, на английском и испанском языках.

## История Договора
После восстания генерала Луиса Мены, известного как «Война Мены», подавленного американской морской пехотой, положение Никарагуа оставалось тяжёлым. В начале 1913 года вооружённые силы США покинули страну, оставив в столице для охраны миссии, военных складов никарагуанской армии и Национального банка отряд в 100 человек. Слабость правительства в Манагуа была очевидной, над столичной крепостью развевался флаг США, которые теперь переходили к решению давней проблемы — проблемы постройки второго межокеанского канала по территории Никарагуа.
Уже 9 февраля 1913 года американский посланник Джордж Томас Вейцель подписал с министром иностранных дел Никарагуа Диего Мануэлем Чаморро договор, дававший США исключительные права на постройку и эксплуатацию Никарагуанского канала, военный контроль над регионом и торговые преференции.
Известие о заключении такого договора вызвало взрыв недовольства по всей Центральной Америке. Общие настроения выразил коста-риканский публицист и историк Рамон Рохас Корралес, который писал:
В пяти статьях договора за 3 млн. долл. продаётся суверенитет Никарагуа и ставится под угрозу независимость всей Центральной Америки
.
Во всех пяти столицах региона общество осуждало соглашение, мексиканские дипломаты сообщали своему правительству, что широко распространилась листовка с текстом договора, озаглавленная  «Окончательная распродажа отечества» . Правящие круги соседних с Никарагуа стран были возмущены не меньше. Правительство Коста-Рики направило США ноту протеста, в которого говорилось:
Самостоятельное решение вопроса о канале нарушает договор от 1858 года (Херес-Каньяс) и арбитражное решение президента США Кливленда от 22 марта 1888 года, по которым Никарагуа не имела права давать концессии на строительство канала без консультации с Коста-Рикой. В связи с этим Коста-Рика считает Договор Чаморро – Вейцеля не имеющим силы, о чём поставлено в известность правительство Соединённых Штатов»
 Сальвадор и Гондурас были против контроля США над заливом Фонсека, большая часть побережья которого принадлежала им. В Сальвадоре создали Центральноамериканскую патриотическую лигу борьбы против договора, а по её образцу такие же Лиги были созданы в Гватемале, Тегусигальпе, Манагуа и Сан-Хосе. Они начали широкую кампанию по срыву договора. Пресса Коста-Рики поставил вопрос о передаче договора как незаконного в Международный суд в Гааге.

## Отказ от ратификации и его последствия
Договор Чаморро — Вейцеля вызвал подъём антиамериканских настроений в Центральной Америке, но способствовал притоку инвестиций в Никарагуа — в 1913 году объём американских капиталовложений увеличился здесь в 8 раз. Тем не менее, по разным причинам договор был отклонён Сенатом США. Взамен него началась секретная подготовка нового соглашения и уже в следующем, 1914 году, был заключён Договор Брайана — Чаморро, в основе которого лежали положения Договора Чаморро — Вейцеля.
Новый договор был заключён уже не Диего Чаморро, а его племянником генералом Эмилиано Чаморро. Что касается самого Диего Мануэля Чаморро, то он в 1921 году стал президентом Никарагуа и неожиданно умер, не покидая поста, в октябре 1923 года. Джордж Томас Вейцель (23.06.1873 — 01.01.1936), напротив, не оставил в истории других заметных следов кроме их договора. Он скончался в новогодний день 1936 года и был похоронен на Арлингтонском кладбище.